# Gustav Guzej
Gustav Guzej, slovenski novinar in urednik, * 18. avgust 1919, Teharje, † 2010

## Življenje in delo
Rodil se je v družini delavca Antona in gospodinje Ane Guzej rojene Povalej. Osnovno in meščansko šolo je končal v Celju in se nato tu zaposlil v tiskarni. Med vojno je bil izgnan v Leoben, leta 1944 pa se je pridružil narodnoosvobodilni borbi. V partizanih je organiziral tiskarne na  Štajerskem in Koroškem, zadnje mesece vojne pa je delal kot član propagandne skupine Glavnega štaba Narodnoosvobodilne vojske in partizanskih odredov Slovenije. Ta skupina je maja in junija 1945 delala v Trstu. Po demobilizaciji je delal kot urednik pri Ljubljanskem dnevniku in Ljudski pravici (1951-1958). Med delom je končal gimnazijo in se nato vpisal na ljubljansko Ekonomsko fakulteto, ki pa je ni končal. Poleg tega je študiral še na Filozofski fakulteti, diplomiral pa je leta 1965 iz politologije na Visoki šoli za sociologijo, politične vede in novinarstvo. Po odhodu iz Ljudske pravice se je odločil za družbenopolitično delo; bil je sekretar občinskega komiteja Zveze komunistov Slovenije v Piranu in predsednik okrajnega odbora Socialistične zveze delovnega ljudstva Slovenije v Kopru ter se nato ponovno vrnil k novinarskemu delu in v Kopru vodil dopisništvo Dela (1962-1981). Ob rednem delu je na gimnaziji v Piranu poučeval filozofijo, sodeloval pa je tudi v organizaciji Zveze tabornikov Slovenije. Bil je med ustanovitelji revije Obala, urejal pa je tudi lokalni časopis Portorožan. Objavil je več daljših reportaž in podlistkov . Za novinarsko delo je prejel Tomšičevo nagrado.